# 주새벽
주새벽(1990년 5월 21일 ~ )은 대한민국의 배우이자 모델이다.

## 학력
- 한양대학교 연극영화학과

## 출연작

### 드라마
- 2016년 MBC 토요드라마 《마이 리틀 베이비》 ... 김보미 역
- 2016년 tvN 금토드라마 《THE K2》 ... 미스 김 역
- 2017년 KBS2 월화드라마 《저글러스》
- 2018년 MBC Every 1 금요드라마 《단짠 오피스》 ... 박소현 역
- 2022년 SBS 금토드라마 《어게인 마이 라이프》 ... 도아진 역
- 2022년 MBC 일일드라마 《마녀의 게임》 ... 안희영 역
- 2023년 ~ 2024년 KBS1 일일드라마 《우당탕탕 패밀리》 ... 유은아 역
- 2024년 KBS2 주말드라마 《다리미 패밀리》 ... 김미미 역

## 영화
- 2014년 《사랑의 온도 82°c》 (단편 영화)

## 뮤직비디오
- 비스트 - 일하러 가야 돼

## 광고
- 이니스프리